# Kuroi gashū: Aru sarariman no shōgen
Pour plus de détails, voir Fiche technique et Distribution.
Kuroi gashū: Aru sarariman no shōgen (黒い画集 あるサラリーマンの証言) est un film japonais réalisé par Hiromichi Horikawa, sorti en 1960.

## Synopsis
Teiichirō Ishino à 42 ans, il est marié avec deux enfants, habite un confortable pavillon en banlieue de Tokyo et occupe un lucratif poste de directeur des achats au sein de Towa-Keori, une société prospère. Il entretient une maîtresse de quinze ans plus jeune que lui, Chieko Umetani, qui est une de ses collaboratrices à son travail. Teiichirō est satisfait de sa vie et veille avec prudence à bien cloisonner sa vie de famille et sa vie extraconjugale.
Un soir cependant, alors qu'il rend visite à Chieko dans le quartier de la gare de Shin-Ōkubo à Shinjuku, il croise Kōzō Sugiyama, son voisin. Légèrement troublé par cette rencontre, il justifie sa rentrée tardive à son domicile en prétendant avoir été voir un film dans un cinéma de Shibuya.
Quelques jours plus tard, il apprend que son voisin est accusé du meurtre d'une femme à Mukōjima. Des inspecteurs de police viennent l'interroger : Kōzō Sugiyama, qui risque la peine capitale, déclare avoir vu Teiichirō à Shinjuku approximativement à l'heure où le meurtre a eu lieu. S'il confirme, Teiichirō innocente son voisin, mais par crainte du scandale et que sa double vie ne soit dévoilée, il affirme aux policiers ne pas avoir pu croiser Kōzō Sugiyama puisqu'il était au cinéma à Shibuya.
Un terrible cas de conscience s'impose à Teiichirō.

## Fiche technique
- Titre original : 黒い画集 あるサラリーマンの証言 (Kuroi gashū: Aru sarariman no shōgen?)
- Réalisation : Hiromichi Horikawa
- Assistant réalisateur : Hideo Onchi
- Scénario : Shinobu Hashimoto, d'après une nouvelle de Seichō Matsumoto
- Photographie : Asakazu Nakai
- Musique : Sei Ikeno
- Décors : Shinobu Muraki (ja)
- Montage : Yoshitami Kuroiwa (ja)
- Son : Masao Fujiyoshi (ja)
- Producteur : Reiji Miwa (ja)
- Société de production : Tōhō
- Pays de production :  Japon
- Langue originale : japonais
- Format : noir et blanc — 2,35:1 — 35 mm — Perspecta Stereo
- Genre : drame
- Durée : 95 minutes (métrage : sept bobines - 2 601 m[1])
- Date de sortie : 
  - Japon : 13 mars 1960[1]

## Distribution
- Keiju Kobayashi : Teiichirō Ishino
- Chieko Nakakita : Kuniko, sa femme
- Chisako Hara : Chieko Umetani
- Tatsuyoshi Ehara (ja) : Matsuzaki, l'étudiant endetté
- Kiyoshi Kodama (ja) : Morishita, un étudiant
- Masao Oda (ja) : Kōzō Sugiyama, le voisin de  Teiichirō
- Kin Sugai : Misae Sugiyama, sa femme
- Nobuo Nakamura : M. Takeda, le directeur de Towa-Keori
- Kazuya Oguri (ja) : M. Tanabe
- Yutaka Sada (ja) : M. Furukawa, un collègue de Teiichirō
- Kensuke Yairo : Komatsu, le prétendant de Chieko
- Ken Mitsuda : Okazaki, l'avocat de Sugiyama
- Akihiko Hirata : Kishimoto, le procureur
- Kō Nishimura : Tameo Okudaira, un inspecteur de police
- Asao Koike : Hayakawa, le yakuza
- Rumi Konishi (ja) : Natsue Iwamoto
- Takamaru Sasaki (ja) : le juge
- Atsuko Ichinomiya (ja) : une épicière
- Tadao Nakamaru (ja) : Shōtarō Toyama, le mari de la femme assassinée à Mukōjima
- Yasuhiko Saijō (ja) : employé d'un magasin de fruits
- Yoshiko Ieda (ja)

## Autour du film
La revue prix Kinema Junpō a classé le film à la seconde place de son classement des dix meilleurs films japonais de l'année 1960 derrière Tendre et folle adolescence de Kon Ichikawa.

## Distinctions

### Récompenses
- 1961 : prix Kinema Junpō du meilleur acteur pour Keiju Kobayashi et prix du meilleur scénario pour Shinobu Hashimoto (conjointement pour Les salauds dorment en paix)[2],[3]
- 1961 : prix Mainichi du meilleur acteur pour Keiju Kobayashi et prix du meilleur scénario pour Shinobu Hashimoto (conjointement pour Iroha ni hoheto)[4]